# Griffel (schrijfstift)

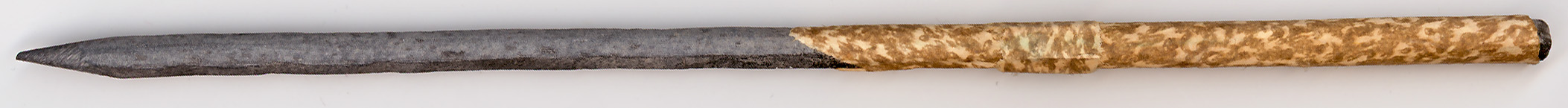
Griffel

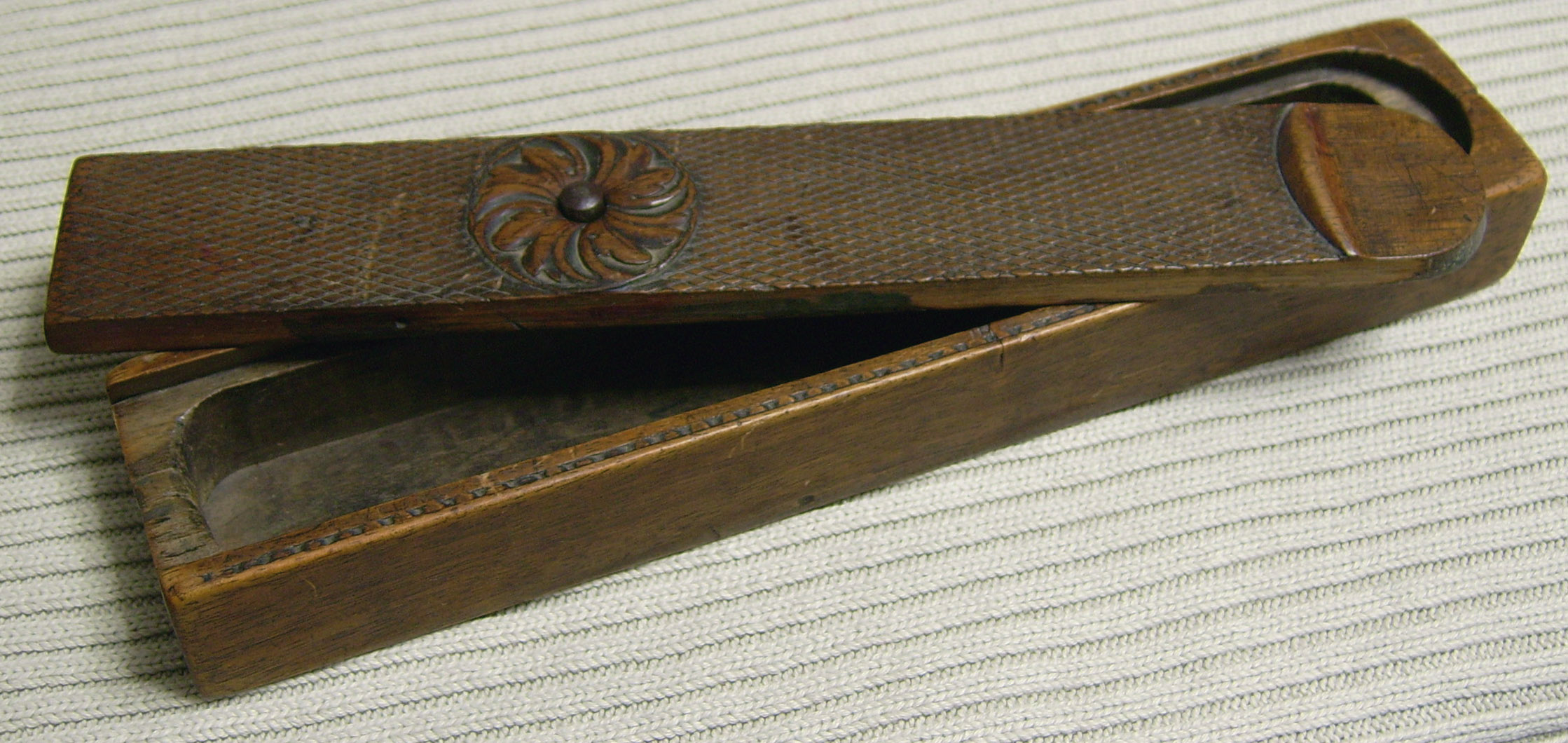
Griffeldoos

Een griffel is een schrijfinstrument van vrij zachte steen, vaak leisteen, waarmee kan worden geschreven op een schrijfplankje dat van dezelfde leisteen is gemaakt (de lei).
Het gebruik van lei en griffel is al uit de 18e eeuw bekend. Een groot voordeel was de mogelijkheid tot hergebruik: het geschrevene kon met een natte spons weer worden uitgewist, en na droging stonden lei en griffel opnieuw ter beschikking van de leerling. Vandaar dat bij het leren schrijven de griffel goede diensten bewees: fouten en hanenpoten waren nauwelijks een probleem, doordat ze geen materiaalverlies veroorzaakten - papier was kostbaar, inkt ook. Maar ook voor andere bewerkingen die geen blijvend resultaat vergden, waren lei en griffel bruikbaar, zoals voor het uitwerken van rekensommen.
Aan het gebruik kleefden ook nadelen. Het gekras van de griffel kon hinderlijk zijn, en bovendien werd de lei na verloop van tijd glanzend, waardoor hij een veel minder fraai resultaat te zien gaf dan een dof exemplaar.
Toen in de loop van de negentiende eeuw het potlood en de kroontjespen in zwang kwamen, kreeg de griffel langzamerhand een eenvoudig of zelfs armoedig imago. Rond 1900 begon het gebruik merkbaar af te nemen, en leerden kinderen schrijven door eerst met potlood te oefenen en bij voldoende vaardigheid over te gaan op de pen. Maar tot in de jaren 1960 zijn lei en griffel nog wel gebruikt.

## Overdrachtelijk gebruik
De uitdrukking Een tien met een griffel ("een zeer goede beoordeling") ontleent haar ontstaan aan een oud gebruik: had een leerling een voortreffelijke prestatie geleverd, dan kreeg hij of zij niet alleen een tien, maar werd bovendien beloond met een nieuwe griffel.
De beloning met (symbolische) griffels bestaat nog in de wereld van het jeugdboek: belangrijke prijzen voor schrijvers van jeugdliteratuur zijn de Gouden Griffel en de Zilveren Griffel.